# المحامي الوغد
المحامي الوغد (بالإنجليزية: Rogue Lawyer)‏ هي رواية إثارة قانونية من تأليف الكاتب الأمريكي جون غريشام. تم نشرها بالإنجليزية بتاريخ 20 أكتوبر 2015 لدار دابلداي، وتُرجمت إلى العربية في 16 مايو 2017 للدار العربية للعلوم.  في نوفمبر 2015 كانت الرواية على رأس قائمة أفضل الكتب مبيعًا في قائمة نيويورك تايمز لأكثر الكتب مبيعاً لمدة أسبوعين. 

## نُبذة
سيباستيان رودّ (الشخصية الرئيسية) هو ليس محامياً تقليدياً، فهو لا يمتلك مكتباً كسائر المحامين بل يتخذ من شاحنة صغيرة معدّلة ومضادة للرصاص مكتباً له؛ وشاحنته مجهزة تجهيزاً كاملاً بالخدمات، كالإنترنت اللاسلكي، والمشرب، والثلاجة الصغيرة، والكراسي الجلدية الفاخرة، ومخبأ الأسلحة، بالإضافة إلى صديقه السائق المدجَج بالسلاح. وهو لا يمتلك مؤسسة، ولا شركاء، ولا زملاء له، بل موظف واحد هو سائقه وحارسه الشخصي وكاتبه القانوني ومستودع أسراره. يعيش وحده في شقة صغيرة في أعلى السطح، وأهم قطعة أثاث يمتكلها هي طاولة بيلياردو الكلاسيكية. وهو يشرب البوربون المعتّق ويحمل سلاحاً. وزوجته السابقة كانت محامية أيضًا، وتركته من أجل امرأة أخرى بينما كانا متزوجين. ويمكنه فقط رؤية ابنه لمدة 36 ساعة شهريًا ومع ذلك تريد زوجته السابقة إيقاف جميع الزيارات. 
يدافع سيباستيان عن أشخاص لا يجرؤ معظم المحامين التعامل معهم: فتى تغطي جسمه الوشوم ويشاع أنّه من عبدة الشيطان متّهم بإغتصاب فتاتين صغيرتين وقتلهما، وأحد كبار أرباب الجريمة محكومٌ عليه بالإعدام؛ وثم صاحب منزل اعتقل لإطلاقه النار على فرقة المداهمة (سوات) التي اجتاحت منزله عن طريق الخطأ وقتلت زوجته وكلبه، ومقاتل فنون قتالية مختلطة قتل حكمًا بعد خسارة قتال. وبين هذه المغامرات، اتصل به خاطف متسلسل وقاتل متورط في الاتجار بالبشر، ويعرف مكان وجود ابنة مساعد رئيس الشرطة المفقودة.  

## أجزاء الكتاب
ينقسم الكتاب إلى ستة أجزاء وهي: 
| الجزء الأول  | الازدراء            |
| الجزء الثاني | غرفة الترفيه        |
| الجزء الثالث | الشرطة المقاتلون    |
| الجزء الرابع | التبادل             |
| الجزء الخامس | قانون شركة النقليات |
| الجزء السادس | الالتماس            |